# El 9 Nou
 (février 2021).

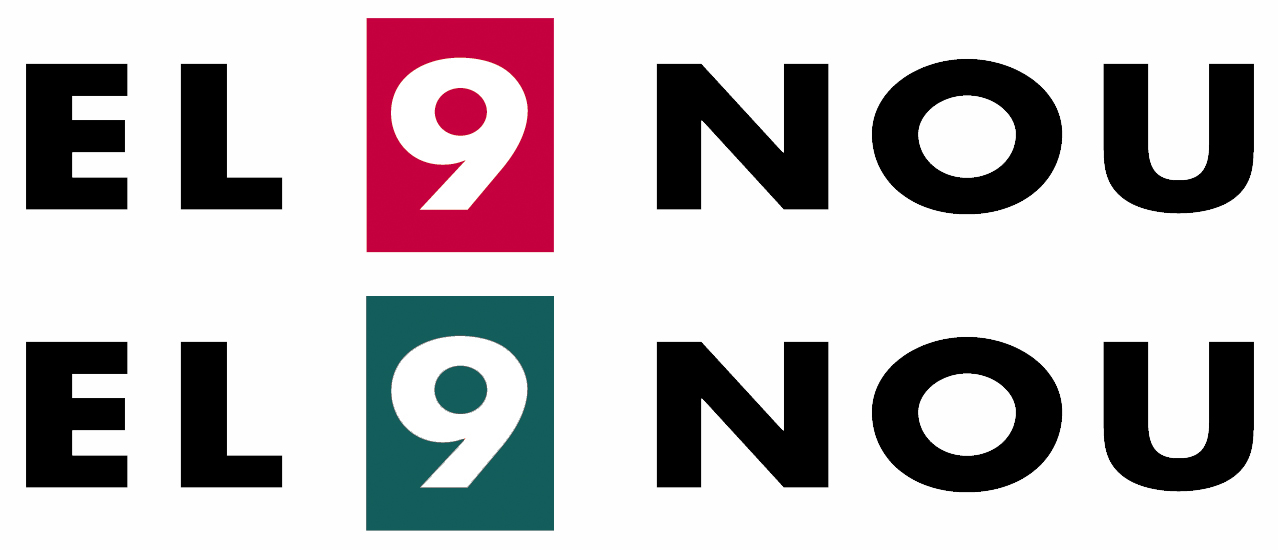

El 9 Nou est un journal régional bihebdomadaire (lundi et vendredi) créé en 1978 et diffusé en Catalogne, qui se définit comme indépendant. Deux éditions sont publiées, une pour les régions d'Osona et Ripollés, une autre pour la région de Vallès Oriental en Catalogne. 
Une chaîne de télévision, El 9 TV, et une station de radio, El 9 FM, font partie du même groupe de presse. 

## Histoire
El 9 Nou est créé en 1978 dans la ville de Vich (Barcelone) en Catalogne. À l'époque, il présente la nouveauté d'être un journal entièrement rédigé en catalan et rivalise avec la seule publication régionale existante à l'époque, Ausona, de nature plus conservatrice. Son nom est un jeu de mots : nou signifie en catalan « nouveau » et « 9 » en même temps.
Le média reçoit des subventions du gouvernement de Catalogne.

## Télévision et radio
En plus d'être un journal, El 9 Nou est actif sur d'autres supports. Le 1er février 2010 est créée El 9 FM à 92,8 FM, une station de radio qui fonde sa programmation sur la musique et les nouvelles locales. 
La chaîne de télévision El 9 TV diffuse en une série de programmes autoproduits, qui traitent de sujets comme la culture, le sport ou l'actualité. El 9 TV commence à émettre le 20 septembre 2004, trois jours après que le président de la Généralité de Catalogne Pasqual Maragall, l'a inauguré. Il est accompagné du maire de Vic Jacint Codina, du président d'Osona Press, Miquel Codina, et du directeur général d'El 9 Nou et EL 9 TV, Jordi Molet.